# Charles Mingus/Diskografie

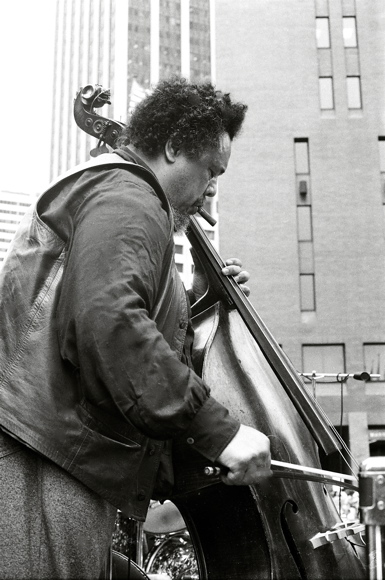
Charles Mingus (1976)

Diese Diskografie ist eine Übersicht über die veröffentlichten Tonträger des Bassisten, Bandleaders und Komponisten Charles Mingus. Sie umfasst seine Studio und Livealben unter eigenem Namen sowie kollaborative Werke, veröffentlichte Aufnahmen von Uraufführungen zentraler Third-Stream-Kompositionen, postum erschienene Livealben, Schellackplatten und Singles des Frühwerks, Kompilationen, und seine Mitwirkungen als Begleitmusiker. Nicht enthalten sind Aufnahmen seiner Kompositionen durch die Mingus gewidmeten Bandprojekte Mingus Dynasty und die Mingus Big Band.

## Veröffentlichungen

### Alben unter eigenem Namen
Dieser Abschnitt listet die von Charles Mingus zu Lebzeiten oder posthum veröffentlichten LPs und CDs chronologisch nach Veröffentlichungsjahr, darunter auch mehrere Live-Mitschnitte. Er enthält auch seine beiden letzten Alben, an denen der Bassist krankheitsbedingt nicht mehr aktiv teilnehmen konnte.
| Album                                                                        | Musiklabel        | VÖ    | Aufnahme | Anmerkungen |
| ---------------------------------------------------------------------------- | ----------------- | ----- | -------- | --- |
| Strings and Keys                                                             | Debut             | 1952  | 1951     | Duo mit Spaulding Givens; veröffentlicht auch unter The Charles Mingus Duo and Trio (1953, Debut/Fantasy) bzw. Debut Rarities, Vol. 2 (OJC) mit Spaulding Givens und Max Roach                                                             |
| Charles Mingus Octet                                                         | Debut             | 1953  | 1953     | Die Wiederveröffentlichung der Aufnahmen im Jahr 2006 erfolgte in erweiterter Form unter dem neuen Titel Debut Rarities, Vol. 1 (OJC). |
| Jazzical Moods Vol. 1 & 2                                                    | Period            | 1955  | 1954     | 1956 veröffentlicht unter The Jazz Experiments of Charlie Mingus (Bethlehem) |
| Jazz Composers Workshop                                                      | Savoy             | 1956  | 1954/55  | |
| Mingus at the Bohemia                                                        | Debut             | 1956  | 1955     | Die weiteren Mitschnitte des Bohemia-Konzerts erschienen 1965 auf dem Album The Charles Mingus Quintet + Max Roach (Fantasy) |
| Pithecanthropus Erectus                                                      | Atlantic          | 1956  | 1956     | |
| The Clown                                                                    | Atlantic          | 1957  | 1957     | |
| Mingus Three                                                                 | Jubilee           | 1957  | 1957     | mit Hampton Hawes, auch unter den Titeln Trio, The Wild Bass oder Mingus Moods veröffentlicht |
| A Modern Jazz Symposium of Music and Poetry                                  | Bethlehem         | 1957  | 1957     | |
| East Coasting                                                                | Bethlehem         | 1958  | 1957     | teilweise auch als CD unter dem Titel New York Sketch Book (Bootleg, aber mit Begleittext von Brian Priestley) |
| Jazz Portraits – Mingus In Wonderland                                        | United Artists    | 1959  | 1959     | |
| Blues and Roots                                                              | Atlantic          | 1960  | 1959     | |
| Mingus Ah Um                                                                 | Columbia          | 1959  | 1959     | UK: Silber |
| Mingus Dynasty                                                               | Columbia          | 1960  | 1959     | Die Outtakes und Alternate Takes der Columbia-Sessions vom Mai und November 1959 wurden 1979 auf der Columbia-Doppel-LP Nostalgia in Times Square: The Immortal 1959 Sessions veröffentlicht; als CD großteils auf Alternate Takes (1998). |
| Pre-Bird                                                                     | Mercury           | 1960  | 1960     | 1960 nur in den USA; 1965 international als Mingus Revisited |
| Charles Mingus Presents Charles Mingus                                       | Candid            | 1960  | 1960     | Alternate Takes der Candid-Sessions erschienen auf Reincarnation of a Lovebird |
| Mingus                                                                       | Candid            | 1960  | 1960     | |
| Mysterious Blues                                                             | Candid            | 1990  | 1960     | |
| Reincarnation of a Love Bird                                                 | Candid            | 1988  | 1960     | Aufnahmen des Charles Mingus Ensemble und des Jazz Artists Guild (mit Mingus, Roy Eldridge, Jimmy Knepper, Eric Dolphy, Tommy Flanagan, Jo Jones)                                                                                          |
| Tijuana Moods                                                                | RCA               | 1962  | 1957     | 1987 in erweiterter Form als New Tijuana Moods (Bluebird) auf CD veröffentlicht |
| Oh Yeah                                                                      | Atlantic          | 1962  | 1961     | |
| Town Hall Concert                                                            | United Artists    | 1962  | 1962     | 1994 in erweiterter Form als The Complete Town Hall Concert (Blue Note) auf CD veröffentlicht |
| The Black Saint and the Sinner Lady                                          | Impulse!          | 1963  | 1963     | |
| Mingus Mingus Mingus Mingus Mingus                                           | Impulse!          | 1963  | 1963     | |
| Mingus Plays Piano                                                           | Impulse!          | 1963  | 1963     | |
| The Charles Mingus Quintet & Max Roach                                       | Fantasy           | 1964  | 1955     | Aufnahmen vom Bohemia-Konzert |
| Mingus at Town Hall with Eric Dolphy                                         | Jazz Workshop     | 1964  | 1964     | Später veröffentlicht auf Fantasy |
| Right Now: Live at the Jazz Workshop                                         | Fantasy           | 1964  | 1964     | |
| Tonight at Noon                                                              | Atlantic          | 1965  | 1957/61  | Aufnahmen von den Sessions, bei denen Oh Yeah bzw. The Clown eingespielt wurde |
| Mingus at Monterey                                                           | Jazz Workshop     | 1966  | 1964     | |
| My Favorite Quintet                                                          | Jazz Workshop     | 1966  | 1965     | |
| Music Written for Monterey 1965, Not Heard... Played in Its Entirety at UCLA | Jazz Workshop     | 1966  | 1965     | CD-Box erst 2006 |
| The Great Concert, Paris 1964                                                | Musidisc/America  | 1970  | 1964     | Erste Veröffentlichung der Mitschnitte von der Europatournee 1964 |
| Blue Bird                                                                    | Musidisc/America  | 1971  | 1970     | |
| Pithycantropus Erectus                                                       | Musidisc/America  | 1971  | 1970     | |
| Charles Mingus with Orchestra                                                | Nippon Columbia   | 1971  | 1971     | Nur in Japan veröffentlicht (auch als CD) |
| Let My Children Hear Music                                                   | Columbia          | 1972  | 1971     | |
| Charles Mingus and Friends in Concert                                        | Columbia          | 1973  | 1972     | |
| Mingus Moves                                                                 | Atlantic          | 1973  | 1973     | |
| Mingus at Carnegie Hall                                                      | Atlantic          | 1974  | 1974     | |
| Changes One                                                                  | Atlantic          | 1975  | 1974     | |
| Changes Two                                                                  | Atlantic          | 1975  | 1974     | |
| Mingus at Antibes                                                            | Atlantic          | 1976  | 1960     | |
| Three or Four Shades of Blues                                                | Atlantic          | 1977  | 1977     | Aufnahmesitzungen vom 9. und 10. März 1977, hier holte Mingus teilweise Ron Carter und George Mraz als zusätzliche Bassisten hinzu. |
| Cumbia & Jazz Fusion                                                         | Atlantic          | 1978  | 1976/77  | Enthält auch die Auftragskomposition Music for „Todo Modo“, die bereits 1976 in Rom aufgenommen wurde. Auch auf der Aufnahme vom 10. März 1977 spielt Mingus durchgängig Bass.                                                             |
| Lionel Hampton Presents the Music of Charles Mingus                          | Who’s Who in Jazz | 1977? | 1977     | Aufnahmen vom September/November 1977, auch veröffentlicht unter den Titeln His Final Work und The New York Sessions |
| Me Myself an Eye                                                             | Atlantic          | 1978  | 1978     | Hier spielte Mingus nicht mehr Bass, überwachte aber die Aufnahme. |
| Something Like a Bird                                                        | Atlantic          | 1979  | 1978     | Hier spielte Mingus nicht mehr Bass, überwachte aber die Aufnahme. |

### Kollaborative Alben
Dieser Abschnitt listet die unter aktiver Mitwirkung Charles Mingus’ zu Lebzeiten veröffentlichten LPs, die aber nicht unter seinem Namen erschienen sind, chronologisch nach Veröffentlichungsjahr.
| Album              | Urheber laut Tonträger                       | VÖ   | Aufnahme | Musiklabel             | Anmerkungen |
| ------------------ | -------------------------------------------- | ---- | -------- | ---------------------- | --- |
| Weary Blues        | Langston Hughes                              | 1958 |          | MGM                    | mit Jimmy Knepper, Shafi Hadi, Horace Parlan, Mingus, Kenny Dennis sowie L. Hughes (eine Plattenseite mit einer von ihm geleiteten Band, aus vertraglichen Gründen nicht unter seinem Namen) |
| Jazz Artists Guild | Jazz Artists Guild                           | 1960 |          | Candid                 | Roy Eldridge, Jimmy Knepper, Eric Dolphy, Tommy Flanagan, Mingus, Jo Jones |
| Money Jungle       | Duke Ellington, Charles Mingus und Max Roach | 1962 |          | United Artists Records | |

## Alben mit Premierenmitschnitten wichtiger Third-Stream-Kompositionen von Mingus
| Werk                 | Urheber bzw. Ensemble/Leiter                        | VÖ   | Aufnahme | Anmerkungen |
| -------------------- | --------------------------------------------------- | ---- | -------- | --- |
| Revelations (Part 1) | Gunther Schuller/George Russell Modern Jazz Concert | 1957 | 1957     | mit dem Gunther Schuller – George Russell Orchestra vom Brandeis Jazz Festival 1957, veröffentlicht als Brandeis Jazz Festival (CBS)                                                                                  |
| Epitaph              | Charles Mingus                                      | 1990 | 1989     | Die Aufnahme einer großorchestralen Suite, deren Noten im Nachlass Mingus’ von Andrew Homzy aufgefunden, von Gunther Schuller und Homzy rekonstruiert und am 3. Juni 1989 unter Schullers Leitung uraufgeführt wurde. |

## Livemitschnitte (posthum)
Dieser Abschnitt listet posthum erschienene Mitschnitte von Live-Konzerten von Mingus und seiner Band, deren Veröffentlichung teilweise unautorisiert erfolgte.
| Album                                                  | Musiklabel                           | VÖ   | Aufnahme | Anmerkungen |
| ------------------------------------------------------ | ------------------------------------ | ---- | -------- | --- |
| Vital Savage Horizons: Charlie Mingus Jazz Workshop    | Alto                                 | ?    | 1961     | Mitschnitt aus dem New Yorker Birdland, 21. Oktober 1961, Jimmy Knepper, Yusef Lateef, Rahsaan Roland Kirk, Doug Watkins, Dannie Richmond (unautorisiert?)                                                                     |
| Complete Birdland Broadcasts 1961–62                   | RLR Records                          | 2010 | 1961/62  | Neben Mingus werden als Urheber noch die „The Jazz Workshop All Stars“ genannt (3-CD-Set; unautorisiert) |
| Cornell 1964                                           | Blue Note Records                    | 2007 | 1964     | Konzert an der Cornell University vor seiner Europatournee im Frühjahr dieses Jahres. Die Veröffentlichung wurde von Michael Cuscuna und Sue Graham Mingus produziert.                                                         |
| Concertgebouw Amsterdam, Volume 2                      | Ulysse Musique [F]                   | 1986 | 1964     | Konzert im Rahmen der Europatournee 1964, Concertgebouw (Amsterdam), 10. April 1964 (autorisiert von Jazz Workshop Inc. und Susan Graham Mingus)                                                                               |
| In Amsterdam 1964                                      | DIW Records                          | 1989 | 1964     | dto., japanische Lizenzausgabe der Ulysse Musique-Edition |
| Charles Mingus Live in Oslo 1964 Featuring Eric Dolphy | Jazz Up [I]                          | 1989 | 1964     | dto., Aula der Universität Oslo, 12. April 1964 (unautorisiert). |
| Charles Mingus Sextet Live in Stockholm 1964           | Royal Jazz [F]                       | 1991 | 1964     | dto., Koncerthuset in Stockholm, 13. April 1964. (Proben und Konzert) (unautorisiert). |
| Charles Mingus Sextet Live in Europe                   | Unique Jazz [I]                      | 19?? | 1964     | Bremen, 16. April 1964 (unautorisiert). |
| Mingus in Stuttgart, April 28, 1964 Concert            | Unique Jazz [I]                      | 19?? | 1964     | Stuttgart, 28. April 1964 (unautorisiert). |
| Mingus in Europe, Volume I                             | Enja                                 | 1979 | 1964     | Stadthalle Wuppertal 26. April 1964 (autorisiert) |
| Mingus in Europe, Volume II                            | Enja                                 | 1983 | 1964     | dto. (autorisiert) |
| Dizzy Atmosphere: Live at Historic Slugs’ Vol. 1/2     | Jazz Birdies of Paradise             | ?    | 1970     | Slug’s Saloon, 31. März 1970; die erste Band, mit der Mingus sein Comeback anbahnte, mit Bill Hardman, Charles McPherson, Jimmy Vass, Dannie Richmond (unautorisiert?)                                                         |
| Statements                                             | Lotus                                | 1980 | 1970     | Mailand, Oktober 1970; es findet sich auch die falsche Angabe Rotterdam 1969 (unautorisiert) |
| Paris, TNP October 28th 1970                           | Ulyee Musique [F]                    | 1986 | 1970     | Mitschnitt vom Pariser Konzert im Théâtre national de Chaillot am 28. Oktober 1970 im Rahmen einer Europatournee (autorisiert von Susan Graham Mingus und Jazz Workshop Inc.)                                                  |
| Charles Mingus Sextet Live in Rotterdam 1970           | CrossRoads                           | 2013 | 1970     | Newport in Europe Festival, Rotterdam, 1. November 1970 (autorisiert?) |
| Charles Mingus Sextet in Berlin                        | Beppo                                | 197? | 1970     | Berliner Jazztage, Rotterdam, 5. November 1970 (Bootleg) |
| Live in Chateauvallon, 1972                            | France’s Concert [F]                 | 1989 | 1972     | 22. August 1972, mit Charles McPherson, John Foster, Roy Brooks, Eugene Mingus (unautorisiert?) |
| Jazz Jamboree 1972                                     | Muza/Original Revival Collection [F] | 1973 | 1972     | 20. Oktober 1972, mit Hamiet Bluiett, Joseph Gardner, John Foster, Roy Brooks, polnische Erstausgabe als Dokumentation vom Jazz Jamboree 1972 autorisiert, spätere Ausgaben Blue Skylark oder Jazz Jamboree and More (Bootleg) |
| Live at Montreux 1975                                  | Eagle Rock Entertainment             | 2018 | 1975     | |
| Keystone Korner                                        | Jazz Door [D]                        | 1992 | 1976     | Mitschnitt aus dem Keystone Korner, San Francisco, mit Jack Walrath, George Adams, Danny Mixon, Dannie Richmond (Bootleg) |
| Jazz in Detroit/Strata Concert Gallery/46 Selden       | BBE Records                          | 2018 | 1973     | |
| Charles Mingus at Bremen 1964 & 1975                   | Sunnyside Records                    | 2020 | 1964/75  | |
| The Lost Album from Ronnie Scott’s                     | Resonance Records                    | 2022 | 1972     | |
| In Argentina: The Buenos Aires Concerts                | Resonance                            | 2025 | 1977     | |

## 78er- und Single-Veröffentlichungen unter eigenem Namen
Dieser Abschnitt umfasst zum einen die Veröffentlichungen von 78ern auf lokalen Musiklabels in Los Angeles von 1945 bis 1949, zum anderen die Schellack- und Single-Veröffentlichungen auf dem musikereigenen Musiklabel Debut Records und Auskopplungen aus LPs der späten 1950er-Jahre.
| Titel, A-Seite                         | Titel, B-Seite                         | Musiklabel Katalog-Nr.    | Datum der Aufnahme | Anmerkungen |
| -------------------------------------- | -------------------------------------- | ------------------------- | ------------------ | --- |
| The Texas Hop                          | Baby Takes a Chance with Me            | Excelsior CM 132/133      | 1945               | Charles Mingus Sextet: N.R. “Nat” Bates (tp) Maxwell Davis, William Woodman, Jr. (ts), Bob Mosley (p), Charles Mingus (b), Roy Porter (dr) Everett Pettis (vcl, 2); CD: Baron Mingus – West Coast 1945–49 (Uptown) |
| Lonesome Woman Blues                   | Swingin’ an Echo                       | Excelsior CM 134/135      | 1945               | dto. mit Oradell Mitchell (voc, 1); CD: Baron Mingus – West Coast 1945–49 (Uptown) |
| Ain’t Jivin’ Blues                     | Baby Take a Chance with Me             | Excelsior 162             | Jan. 1946          | Charles Mingus and His Orchestra: Karl George, John Plonsky (tp), Henry Coker (tb), Jewell Grant, Willie Smith (as), Lucky Thompson (ts), Gene Porter (bar, cl), Wilbert Baranco (p), Buddy Harper (git), Charles Mingus (b), Lee Young (dr), Claude Trenier (vcl); CD: Baron Mingus – West Coast 1945–49 (Uptown) |
| Shuffle Bass Boogie                    | Weird Nightmare                        | Excelsior M 163           | Jan. 1946          | dto., Claude Trenier (voc, 2); CD: Baron Mingus – West Coast 1945–49 (Uptown) |
| Ashby De La Zouch                      | Love on a Greyhound Bus                | 4 Star 1105               | Apr. 1946          | Baron Mingus Octet: wahrscheinlich. Karl George (tp), Henry Coker (tb), Marshal Royal (as, cl), Willie Smith (as), Lucky Thompson (ts), Lady Will Carr (p), Irving Ashby (g), Charles Mingus (b), Lee Young (dr) |
| Make Believe                           | Bedspread                              | 4 Star 1107               | 10. Apr. 1946      | Four Star Session – Baron Mingus and His Octet: Karl George, John Anderson (tp), Britt Woodman (trb), Buddy Collette (as, cl), William Woodman (ts, bar), Lady Will Carr (p), Louis Speiginer (git), Charles Mingus (kb), Lee Young (dr), Claude Trenier (vcl, 1); CD: Baron Mingus – West Coast 1945–49 (Uptown) |
| Honey Take a Chance with Me            | This Subdues My Passion                | 4 Star 1108               | 10. Apr. 1953      | dto.; CD: Baron Mingus – West Coast 1945–49 (Uptown) |
| Pipe Dream                             | After Hours                            | 4 Star 1106               | 10. Apr. 1953      | dto. (ohne Claude Trenier). Pipe Dream erschien unter Lady Will Carr with Baron Mingus and his Quartet. After Hours entstand am 26. April 1946.; CD: Baron Mingus – West Coast 1945–49 (Uptown) |
| Mingus Fingers                         | These Foolish Things                   | Dolphins of Hollywood 200 | Nov. 1948          | Baron Mingus and His Rhythm: Buddy Collette (as, cl), Jimmy Bunn (p), Charles Mingus (b), Chuck Thompson (dr); CD: Baron Mingus – West Coast 1945–49 (Uptown) |
| He’s Gone                              | Story of Love                          | Fentone 2002              | Feb. 1949          | Charles “Baron” Mingus Presents His Symphonic Airs: Vern Carlson, John Coppola, Allen Smith, Andy Peele (tp), Haig Eshow, Bob Lowry (tb), poss. Hawes Coleman (tb), Dante Perfumo (fl), Bob Olney (as, cl, fl), Bud Hooven (as), Morrie Stewart, Alex Megyesy, Don Smith (ts), Herb Caro (bar), Richard Wyands (p), Jean McGuire (cello), Charles Mingus (b), Cal Tjader (dr), Johnny Berger (perc), Herb Gayle (vcl, 1). Der Titel God’s Portrait und ein unbekannter Titel dieser Session blieben unveröffentlicht.; CD: Baron Mingus – West Coast 1945–49 (Uptown) |
| Pennies from Heaven                    | Lyon’s Roar                            | Fentone 2003              | Feb. 1949          | Baron Mingus and His Rhythm: Herb Caro (bar), Buzz Wheeler (p), Charles Mingus (b), Warren Thompson (d), Herb Gayle (vcl, 1); CD: Baron Mingus – West Coast 1945–49 (Uptown) |
| Say It Isn’t So                        | Boppin’ Boston                         | Dolphins of Hollywood 300 | März 1949          | Baron Mingus and His Rhythm: Tommy Alexander (tp), Bob Lowry (tb), Herb Caro (ts), Donn Trenner (p), Charles Mingus (b), Johnny Berger (dr), Helen Carr (vcl, 1); CD: Baron Mingus – West Coast 1945–49 (Uptown) |
| The Story of Love                      | ?                                      | Rex Hollywood 28002       | 1949               | Charles Mingus and His 22 Piece Bebop Band (Stan Kenton’s Sideman): Buddy Childers, John Anderson, Hobart Dotson, Eddie Preston (tp), Britt Woodman, Jimmy Knepper, Marty Smith (tb), Eric Dolphy (as, fl, cl), Art Pepper (as, cl), Herb Caro (ts, cl), William Green (ts, cl, fl), Jewel Grant (as, cl), Gene Porter (bar, cl), Russ Freeman (p),? (git), Red Callender (b), Roy Porter (dr), Johnny Berger (perc), Charles Mingus (dir, comp).; CD: Baron Mingus – West Coast 1945–49 (Uptown)                                                                     |
| Inspiration (Part 1)                   | Inspiration (Part 2)                   | Rex Hollywood 28014       | 1949               | dto.; CD: Baron Mingus – West Coast 1945–49 (Uptown) |
| Precognition                           | Portrait (take 2)                      | Debut M101                | 12. Apr. 1952      | Charles Mingus Quintet: Lee Konitz (as), Phyllis Pinkerton (p), George Koutzen (cello), Charles Mingus (b), Al Levitt (dr), Jackie Paris, Bob Benton (vcl, 2) |
| Paris In Blue                          | Make Believe                           | Debut M 102               | 16. Sep. 1953      | Charles Mingus mit Paige Brook, Jackson Wiley, John Mehegan, Max Roach, Jackie Paris |
| Montage                                | Extrasensory Perception                | Debut M 103               | 12. Apr. 1952      | dto., jedoch ohne Jackie Paris |
| Percussion Discussion, Part 1          | Percussion Discussion, Part 2          | Debut D45-1               | 23. Dez. 1955      | Mit Max Roach; Auskopplung aus Mingus at the Bohemia |
| The Clown (Part 1)                     | The Clown (Part 1)                     | Atlantic EP 581           | 12. Feb. 1957      | Auskopplung aus The Clown |
| Fifty-First Street Blues, Part 1       | Fifty-First Street Blues, Part 2       | Bethlehem 11041           | Aug. 1957          | Mit Bill Evans; Auskopplung aus East Coasting |
| Wednesday Night Prayer Meeting, Part 1 | Wednesday Night Prayer Meeting, Part 2 | Atlantic 5006             | 4. Feb. 1959       | Auskopplung aus Blues and Roots |

## Kompilationen
Dieser Abschnitt dokumentiert die verschiedenen Kompilationen in Form von Box-Sets, die Musik aus den unterschiedlichen Phasen des Musikers enthält, teilweise nach Zugehörigkeit zu dem jeweiligen Musiklabel, beginnend mit den Aufnahmen in Kalifornien (1945–49), für Debut Records (1951–57), gefolgt von Period/Bethlehem (1954–57), Atlantic (1956–61 und 1974–77), Columbia (1959), Impulse! Records sowie dem Mingus-eigenen Musiklabel Jazz Workshop (1964–65).
| Album                                                         | Musiklabel     | VÖ   | Aufnahme  | Anmerkungen |
| ------------------------------------------------------------- | -------------- | ---- | --------- | --- |
| Charles ’Baron’ Mingus – West Coast, 1945-1949                | Uptown         | 2000 | 1945–49   | identisch mit The Complete 1945-1949 West Coast Recordings |
| The Complete 1945-1949 West Coast Recordings                  | Jazz Factory   | 2002 | 1945–49   | Die CD enthält Aufnahmen der verschiedenen Bands (wie Baron Mingus and His Octet, Baron Mingus and His Rhythm, Baron Mingus and His Symphonic Airs, Charles Mingus Sextet) und ein erstes Bigband-Projekt (Baron Mingus and His 22 Piece Bebop Band), u. a. auch Aufnahmen der frühen Kompositionen „Weird Nightmare“ und „Mingus Fingers“.                |
| Charlie Mingus – The Young Rebel                              | Properbox      | 2004 | 1945–55   | Frühe Aufnahmen von 1945 bis 1955. Zunächst als LP (Swingtime ST1010) Charles Mingus, The Young Rebel, 1946-1952 erschienen. |
| The Complete Debut Recordings                                 | Debut, Fantasy | 1990 | 1951–57   | Die 12-CD-Box enthält u. a. die frühen EPs und LPs Strings and Keys, Charles Mingus Octet sowie die Mitschnitte Jazz at Massey Hall und Mingus at the Bohemia |
| Trilogy: The Complete Bethlehem Jazz Collection               |                | 2001 | 1954–57   | Die 3-CD-Box enthält die drei Alben, die Charles Mingus für Bethlehem Records einspielte, East Coasting, A Modern Jazz Symposium of Music and Poetry und The Jazz Experiments of Charlie Mingus. |
| Thirteen Pictures – The Charles Mingus Anthology              | Rhino Records  | 1993 | 1951-1977 | Die 2CD-Box enthält Titel aus Mingus’ gesamter Karriere, von „Portrait“ (mit Jackie Paris, 1951), den bekannten Nummern „Haitian Fight Song“, „Better Get It in Your Soul“, „Goodbye Pork Pie Hat“ und „Pithecanthropus Erectus“ sowie späte Kompositionen wie „Cumbia and Jazz Fusion“ und eine 25-minütige Liveversion von „Meditations on Integration“. |
| Passions of a Man: An Anthology of His Atlantic Recordings    | Rhino Records  | 1979 | 1956-1977 | 3-LP-Auswahl aus den Atlantic Alben von 1956, 1961 und 1973–1977 |
| Passions of a Man: The Complete Atlantic Recordings 1956-1961 | Atlantic       | 1997 | 1956–61   | Die 6-CD-Box enthält neben den Atlantic-Alben von 1956 und 1961 (Pithecanthropus Erectus, The Clown, Blues & Roots, Oh Yeah, Tonight at Moon, Mingus at Antibes) bislang unveröffentlichtes Material sowie Material, das von Teddy Charles (Word from Bird) veröffentlicht wurde und eine CD mit Mingus-Interviews.                                        |
| Shoes of the Fisherman’s Wife                                 | Sony/Columbia  | 1988 | 1959      | Kompilations-CD mit Highlights der Columbia-Sessions von 1959 in Langfassungen |
| The Complete 1959 Columbia Recordings                         | Sony/Columbia  | 1998 | 1959      | Zusammenstellung der beiden Columbia Alben Mingus Ah Um und Mingus Dynasty sowie sämtlicher Alternate-Takes der Sessions. |
| 1959                                                          | Sony/Columbia  | 2003 | 1959-1989 | Kompilations-CD mit Highlights der Columbia-Sessions von 1959 in Kurzfassungen sowie (verwirrenderweise) einer Version von The Shoes Of The Fisherman’s Wife Are Some Jive Ass Sleepers und Please Don’t Come Back From The Moon. Zuvor bereits 1996 als Charles Mingus – This is Jazz 6 vermarktet                                                        |
| Shadows                                                       | Doxy           | 2015 | 1958/59   | Musik aus dem Soundtrack des Films Shadows (Regie John Cassavetes); mit Dannie Richmond, Shafi Hadi, Clarence Shaw, Horace Parlan, John Handy, [Richard Wyands], Booker Ervin, Willie Dennis |
| The Complete Candid Recordings of Charles Mingus              | Mosaic         | 1998 | 1960      | 3-CD-Box mit den beiden Candid-Alben und der Roy Eldridge Session. Erschien auch als The Complete 1960 Nat Hentoff Sessions. |
| The Impulse Story                                             | Impulse!       | 2006 | 1963      | Die CD enthält eine Auswahl aus den drei LPs, die Mingus für das Impulse-Musiklabel einspielte, aus The Black Saint and the Sinner Lady und Mingus Mingus Mingus Mingus Mingus sowie dem Piano-Soloalbum Mingus Plays Piano und dem Titel Freedom. |
| The Jazz Workshop Concerts 1964–65                            | Mosaic Records | 2012 | 1964–65   | Die 7-CD-Kompilation enthält folgende Konzertmitschnitte: Town Hall Concert April 4, 1964, Concertgebouw, Amsterdam April 10, 1964, Mingus at Monterey September 20, 1964, Mingus at Monterey September 18, 1965, My Favorite Quintet, Minneapolis May 13, 1965.                                                                                           |
| The Complete Columbia & RCA Albums Collection                 | Sony Legacy    | 2012 | 1956–73   | Die 10-CD-Box enthält folgende Alben Tijuana Moods, Mingus Ah Um, Mingus Dynasty, Alternate Takes, Let My Children Hear Music (1971), Charles Mingus and Friends in Concert und Epitaph sowie die Third-Stream-Komposition Revelations und den Non-Sectarian Blues (1962, mit Dave Brubeck)                                                                |
| Changes: The Complete 1970's Atlantic Studio Recordings       | Rhino          | 2023 | 1973–79   | Die 8-LP- bzw. 7-CD-Box enthält die Alben Mingus Moves, Changes One/Two, Three or Four Shades of Blues, Cumbia & Jazz Fusion, Me Myself an Eye, Something Like a Bird sowie bisher unveröffentlichte Aufnahmen der Titel „Big Alice“, „The Call“ und „Music for Todo Modo“.                                                                                |

## Alben und Singles als Begleitmusiker
| Album bzw. Single                                                                | Musiker                                    | rec       | Musiklabel             | Anmerkungen |
| -------------------------------------------------------------------------------- | ------------------------------------------ | --------- | ---------------------- | --- |
| Lonesome Gal                                                                     | Pearl Taylor                               | 1945      | Modern Music           | wahrscheinlich mit Howard McGhee, Teddy Edwards, Vernon Biddle, Stanley Morgan, Monk McFay |
| Russell Jacquet 1945-1949                                                        | Russell Jacquet                            | 1945      | Classics               | |
| The Complete Billie Holiday on Verve, 1945-1959                                  | Billie Holiday                             | 1945      | Clef/Verve             | „Body and Soul“/„Strange Fruit“, Jazz at the Philharmonic-Konzert, 12. Februar 1945. |
| Complete Jazz at the Philharmonic 1944-1949                                      | JATP                                       | 1945      | Verve                  | JATP-Sessions mit Coleman Hawkins, Neal Hefti, Shorty Sherock, Corky Corcoran, Illinois Jacquet, Charlie Ventura, Milt Raskin, Dave Barbour, u. a.                                                                                              |
| The Fabulous Apollo Sessions                                                     | Illinois Jacquet                           | 1945      | Vogue                  | |
| Howard McGhee 1945-1946                                                          | Howard McGhee                              | 1945      | Classics               | |
| You Go to My Head / Paradise Lost                                                | Ernie Andrews                              | 1945      | G&G                    | Mit Earl Porter, Wilbert Baranco, 11. Oktober 1945 |
| Smooth Sailing                                                                   | Bob Mosley/Lucky Thompson                  | 1945      | Indigo                 | Erschien 1999 auf der gleichnamigen Lucky-Thompson-Kompilation |
| S.H. Blues/H.D. Blues                                                            | Duke Henderson/Lucky Thompson’s All Stars  | 1945      | Apollo                 | Vier Titel mit dem Sänger Duke Henderson. Bei Thompson spielten außerdem Karl George, Jewell Grant, Gene Porter, Wilbert Baranco, möglicherweise Charles Mingus, Lee Young.                                                                     |
| I’ll Be True/Hey Hey Hey Ma Baby                                                 | Rabon Tarrant Acc By Lucky Thompson’s Band | 1945      | Apollo                 | dto. |
| Mellow Mama                                                                      | Dinah Washington/Lucky Thompson Orchestra  | 1945      | Apollo/Delmark         | |
| Let’s Go Again / Lazy Baby                                                       | Darby Hicks                                | 1946      | Indigo                 | Darby Hicks Quartet mit Buddy Collette, Buddy Harper, Norman Alexander, Carolyn Richards |
| Hot Piano                                                                        | Wilbert Baranco                            | 1946      | Black & White/Classics | |
| Riff G.M. / G-ing with Gene                                                      | Gene Morris                                | 1946      | Cleatone               | Gene Morris Quintet mit Walter „Phatz“ Morris, George Williams, Lee Young, Lee Williams (vcl) |
| Ivie Anderson and Her All Stars                                                  | Ivie Anderson                              | 1946      | Storyville             | |
| Lionel Hampton and His Orchestra Vol. 7, 1947-1949                               | Lionel Hampton                             | 1947–49   | MCA                    | |
| Earl Hines 1947-1949                                                             | Earl Hines                                 | 1947      | Classics               | Aufnahmen teilweise unter dem Namen von Curly Hamner |
| Baba Lama Lam                                                                    | Curley Hamner                              | 1947      | Sunrise                | 31. Dezember 1947 |
| Lionel Hampton in Concert                                                        | Lionel Hampton                             | 1948      | Cicala Jazz            | |
| Move!                                                                            | Red Norvo                                  | 1950–1951 | Savoy                  | zusammengefasst auf Album 1956 |
| Capitol Sings Broadway: Makin’ Whoopee                                           | V.A.                                       | 1950      | Blue Note              | nur ein Titel („I Like to Recognize the Tune“) von Mel Tormé with the Red Norvo Trio erschien 1995 |
| The Red Norvo Trio with Tal Farlow and Charles Mingus                            | Red Norvo                                  | 1950–1951 | Arista Records/Savoy   | erschien 1976 |
| Dig/Conception                                                                   | Miles Davis                                | 1951      | Prestige               | Mingus wirkte nur bei dem Titel „Conception“ mit. |
| Birdland 1951                                                                    | Miles Davis                                | 1951      | Blue Note Records      | Mingus ist nur an drei Titeln mit einem Sextett beteiligt |
| Miles Davis Allstars – Birdland 1951                                             | Miles Davis                                | 1951      | Beppo                  | Bootleg |
| Vital Savage Horizons – Jazz in Storyville                                       | Billy Taylor                               | 1952      | Roost                  | |
| While I’m Gone / Possessed                                                       | Melvin Moore                               | 1951      | King Records           | Melvin Moore (vcl), mit Terry Gibbs, Billy Taylor, Mundell Lowe, Charlie Smith (dr). |
| From Barrelhouse To Bop – A History Of Jazz Piano                                | John Mehegan                               | 1952      | Perspective            | |
| Our Delight                                                                      | George Wallington                          | 1952      | Prestige               | |
| The George Wallington Trios Featuring Charles Mingus, Oscar Pettiford, Max Roach | George Wallington                          | 1952      | Prestige               | |
| The Many Moods of Charlie Shavers 1940-1952                                      | Charlie Shavers                            | 1952      |                        | |
| Boston 1952                                                                      | Charlie Parker                             | 1952      | Uptown                 | mit Joe Gordon, Dick Twardzik, Roy Haynes |
| Spring Broadcasts 1953                                                           | Bud Powell                                 | 1953      | ESP                    | |
| Inner Fires – The Genius of Bud Powell                                           | Bud Powell                                 | 1953      | Elektra/Musician       | Livemitschnitt, mit Roy Haynes |
| Autobiography in Jazz                                                            | Hank Jones                                 | 1953      | Debut                  | Trio mit Mingus und Max Roach |
| Jazz at Massey Hall (auch: The Greatest Jazz Concert Ever)                       | Charlie Parker                             | 1953      | Debut                  | |
| Blue Haze                                                                        | Miles Davis                                | 1953      | Prestige               | Mingus spielt Piano in „Smooch“. |
| The Complete Charlie Parker on Verve                                             | Charlie Parker/Gil Evans                   | 1953      | Clef/Verve             | Session mit den Dave Lambert Singers („In the Still of the Night“). |
| Trombone Rapport                                                                 | Jazz Workshop                              | 1953      | Debut                  | Jazz Workshop, bestehend aus Willie Dennis, J. J. Johnson, Kai Winding, Bennie Green, John Lewis, Mingus, Art Taylor. |
| Sonny Stitt for Starters                                                         | Sonny Stitt                                | 1953      | Roost                  | Stitt mit dem Johnny Richards Orchestra |
| Introducing Paul Bley                                                            | Paul Bley                                  | 1953      | Debut                  | mit Art Blakey |
| Explorations                                                                     | Teo Macero                                 | 1953      | Debut                  | |
| The New Oscar Pettiford Sextet                                                   | Oscar Pettiford                            | 1953      | Debut                  | Pettiford mit Julius Watkins, Phil Urso, Walter Bishop junior, Mingus, Percy Brice |
| Ada Moore: Jazz Workshop Vol. 3                                                  | Ada Moore                                  | 1954      | Debut                  | |
| Mad Bebop                                                                        | J. J. Johnson                              | 1954      | Savoy                  | |
| The Eminent Jay Jay Johnson                                                      | J. J. Johnson                              | 1954      | Blue Note              | |
| Evolution                                                                        | Teddy Charles                              | 1955      | Prestige               | mit J. R. Monterose, Mingus, Jerry Segal |
| Relaxed Piano Moods                                                              | Hazel Scott                                | 1955      | Debut                  | mit Max Roach |
| The John Mehegan Trio/Quartet                                                    | John Mehegan                               | 1955      | Savoy                  | |
| Wally Cirillo/Bobby Scott                                                        | Wally Cirillo                              | 1955      | Savoy                  | mit Teo Macero, Mingus, Kenny Clarke |
| Very Truly Yours                                                                 | Jimmy Scott                                | 1955      | Savoy                  | mit Budd Johnson, Howard Biggs, Mundell Lowe, Mingus, Rudy Nichols |
| The Fabulous Thad Jones                                                          | Thad Jones                                 | 1955      | Debut                  | zunächst als 10-Zoll-LP Jazz Collaborations. |
| New Piano Expressions                                                            | John Dennis                                | 1955      | Debut                  | |
| Easy Jazz                                                                        | Ralph Sharon                               | 1955      | London                 | mit J. R. Monterose, Teddy Charles, Joe Puma, Mingus, Kenny Clarke |
| Blue Moods                                                                       | Miles Davis                                | 1955      | Prestige               | |
| Metronome All Stars 1956                                                         | Metronome All-Stars                        | 1956      | Clef/Verve             | mit Thad Jones, Eddie Bert, Tony Scott, Lee Konitz, Zoot Sims, Al Cohn, Serge Chaloff, Teddy Charles, Billy Taylor, Tal Farlow, Mingus, Art Blakey                                                                                              |
| This Is How I Feel About Jazz                                                    | Quincy Jones                               | 1956      | ABC-Paramount          | |
| Word from Bird                                                                   | Teddy Charles                              | 1956      | Atlantic               | auf drei von sechs Titeln mit Hall Overton und Ed Shaughnessy, auf „Laura“ nur im Duo mit Teddy Charles |
| New Faces                                                                        | Jimmy Knepper                              | 1957      | Debut                  | |
| The Rarest on Debut – Mingus Newly Discovered                                    | Shafi Hadi                                 | 1957      | Debut                  | Shafi Hadi Sextet mit Clarence „Gene“ Shaw, Pepper Adams, Wade Legge oder Wynton Kelly, Mingus oder Henry Grimes, Dannie Richmond; erschien auch als The Charles Mingus Group Featuring Wynton Kelly And Pepper Adams – Debut Rarities, Vol. 3. |
| From the Soundtrack ›All Night Long‹                                             | Various Artists                            | 1961      | Fontana                | nur ein Stück aus dem Film All Night Long (Noodlin’, mit Tubby Hayes, Ray Dempsey und Allan Ganley) |
| Summit Sessions                                                                  | Dave Brubeck                               | 1961      | CBS                    | nur ein Stück aus dem Film All Night Long (Non-Sectarian Blues), erschienen 1971 |

## Auszeichnungen für Musikverkäufe
Anmerkung: Auszeichnungen in Ländern aus den Charttabellen bzw. Chartboxen sind in ebendiesen zu finden.
| Land/RegionAuszeichnungen für Musikverkäufe (Land/Region, Auszeichnungen, Verkäufe, Quellen) | Silber  | Gold | Platin | Verkäufe | Quellen   |
| -------------------------------------------------------------------------------------------- | ------- | ---- | ------ | -------- | --------- |
| Vereinigtes Königreich (BPI)                                                                 | Silber1 | —    | —      | 60.000   | bpi.co.uk |
| Insgesamt                                                                                    | Silber1 | —    | —      |          |           |